# التهاب الثدي عند الحيوانات

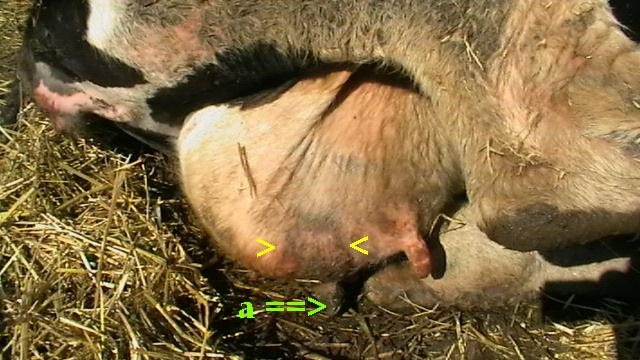

التهاب الثدي عند الحيوانات يصيب بالخصوص الأبقار والماعز والأغنام والجمال. كما يتسبب في أحداث خسائر اقتصادية هامة.